# Genzon Golf Club
De Genzon Golf Club (深圳正中高尔夫球会) is een besloten golfclub in Shenzhen in de Volksrepubliek China.
De golfclub ligt in de CITIC Botanische Tuinen in Longgang en werd in 1995 geopend. In 2008 werd de baan gerenoveerd en uitgebreid tot 36 holes. Ook kwam er een 5-sterren hotel bij. 
De twee 18 holesbanen worden de A- en de B-baan genoemd. Beide banen hebben een par van 72.
- De A-baan is vrij vlak en heeft in het midden een groot meer. Hierwordt van 1-4 mei 2014 de 20ste editie van het Volvo China Open gespeeld.
- De B-baan is meer voor de leden bestemd. De laatste negen holes zijn 's avonds verlicht.

## Toernooien
Op Genzon zijn een aantal nationale jeugdtoernooien ontvangen (China Amateur Golf Tour Finals, China Junior Golf Open, China Amateur Golf Futures Tour) en de China PGA speelt hier regelmatig. 
- 2014: 20ste Volvo China Open, gewonnen door Alexander Levy
- 2015: Shenzhen International